# The Federalist Papers
El Federalista (en inglés: The Federalist, más tarde conocido como The Federalist Papers) es una colección de 85 artículos y ensayos escritos bajo el seudónimo de Publius por Alexander Hamilton, James Madison y John Jay para promover la ratificación de la Constitución de los Estados Unidos. Setenta y siete de estos ensayos se publicaron en serie en The Independent Journal (La Revista Independiente), New York Packet (El Paquete de Nueva York) y The Daily Advertiser entre octubre de 1787 y agosto de 1788. En 1788 se publicó una recopilación en dos volúmenes de estos y otros ocho: The Federalist: una colección de ensayos, escritos a favor de la Nueva Constitución, según lo acordado por la Convención Federal, 17 de septiembre de 1787. La colección era conocida comúnmente como The Federalist hasta que apareció el nombre The Federalist Papers en el siglo XX. Fueron traducidos al español en 1869 por José María Cantilo bajo el título de El federalista.
Aunque los autores de El Federalista ante todo deseaban influir en el voto a favor de la ratificación de la Constitución, en El Federalista n.º 1, establecieron explícitamente ese debate en términos políticos más amplios:

Ya se ha dicho con frecuencia que parece haberle sido reservado a este pueblo el decidir, con su conducta y su ejemplo, la importante cuestión relativa a si las sociedades humanas son capaces o no de establecer un buen gobierno, valiéndose de la reflexión y porque opten por él, o si están por siempre destinadas a fundar en el accidente o la fuerza sus constituciones políticas.

El El Federalista n.º 10, en el cual Madison discute los medios para evitar el dominio por facciones de la mayoría y defiende una república comercial grande, generalmente se considera como el más importante de los 85 artículos desde una perspectiva filosófica; se complementa con el El Federalista n.º 14, en el cual Madison toma la medida de los Estados Unidos, declara que es apropiada para una república extendida, y concluye con una defensa memorable de la creatividad constitucional y política de la Convención Federal. En El Federalista n. ° 84, Hamilton argumenta que no es necesario enmendar la Constitución al agregar una Declaración de Derechos, insistiendo en que las diversas disposiciones de la Constitución propuesta que protege la libertad equivalen a una "declaración de derechos". El Federalista n. ° 78, también escrito por Hamilton, sienta las bases para la doctrina de la revisión judicial por parte de los tribunales federales de la legislación federal o actos ejecutivos. Federalista n. ° 70 presenta el caso de Hamilton para un presidente ejecutivo de una sola persona. En El Federalista n. ° 39, Madison presenta la exposición más clara de lo que se ha dado en llamar «Federalismo». En El Federalista n.º 51, Madison destila argumentos para los Controles y equilibrios en un ensayo citado a menudo por su justificación del gobierno como "la mayor de todas las reflexiones de la naturaleza humana".
Según el historiador Richard B. Morris, son una "exposición incomparable de la Constitución, un clásico en la ciencia política sin igual en amplitud y profundidad por el producto de cualquier escritor americano posterior".

## Historia

### Orígenes
La convención federal mandó la constitución propuesta al congreso confederal, el cual la mandó a las legislaturas estatales para ser aprobadas para el fin de septiembre de 1787. En septiembre de 1787, "Cato" apareció en la prensa de Nueva York criticando la propuesta. "Brutus" continuó la discusión el 18 de octubre de 1787. Estas y otras críticas de la nueva Constitución se juntaron y llegaron a ser conocidas como los "Ensayos Anti-Federalistas". En respuesta, Alexander Hamilton decidió emprender un proyecto donde dirigiría una serie de explicaciones a los ciudadanos de Nueva York con las que defendería cada crítica alzada en contra de la Constitución. Escribió The Federalist No. 1 (El Federalista Número 1) y en este ensayo explicó el propósito por el cual el pueblo debería prestarle su atención a ambos lados del debate. Además, escribió que su propósito era "esforzarse para dar una respuesta satisfactoria a todas las objeciones que han hecho aparición, las cuales han reclamado su atención".
Hamilton reclutó asistentes, notablemente a John Jay quien, después de escribir 4 ensayos fuertes, (Federalist No. 2, 3, 4, y 5) enfermó y solo pudo escribir un último ensayo, Federalist No. 64 (El Federalista Número 64).

### Autoría
Al tiempo de la publicación, la autoría de los artículos fue un secreto bien guardado. De todos modos, muchos lectores astutos pudieron identificar los estilos de escritura de Hamilton, Madison y Jay. Después de la muerte de Hamilton en 1804, una lista que había escrito donde se asignaba dos tercios de los ensayos, se publicó incluyendo algunos ensayos que se consideraban de Madison (49-58, 62, 63). En 1944, el trabajo académico de Douglass Adair en 1944 identificó los autores de los ensayos y después fue corroborado por una programa de computación en 1964 de la siguiente manera: 
- Alexander Hamilton - 51 artículos (n.º 1, 6-9, 11-13, 15-75).
- James Madison - 26 artículos (n.º 10, 14, 37-58, 62, 63).
- John Jay - 5 artículos (n.º 2-5, 64).
- Números 18 - 20 fueron una colaboración entre Hamilton y Madison.

### Publicación

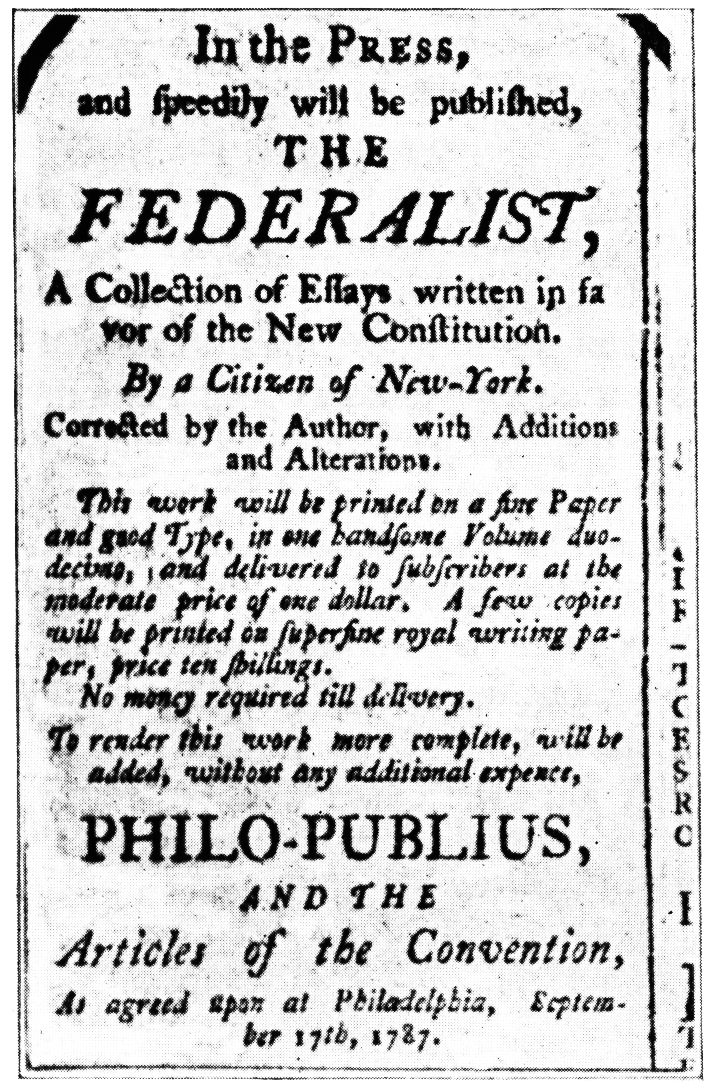
Un anuncio para The Federalist (El federalista), 1787, usando el seudónimo "Philo-Publius"

The Federalist Papers (Los Ensayos Federalistas) aparecieron en tres periódicos de Nueva York: The Independent Journal (El Jornal Independiente), el New York Packet (El Paquete de Nueva York), y el Daily Advertiser (El Anunciante Diario). Entre ellos, Hamilton, Madison y Jay, pudieron escribir y publicar ensayos a un paso rápido, algo que pudo detener a cualquier persona que quisiera responder en los periódicos. «¿Quién, dado tiempo amplio pudiera haber respondido a esta serie de argumentos? Ningún tiempo fue dado». Hamilton también encomendó a otros periódicos fuera del estado de Nueva York imprimir los ensayos, algo que sucedió en otros estados que se dirigían los debates en pro o en contra de la ratificación. A diferencia de Nueva York, estos se publicaban irregularmente y muchas veces, las voces de escritores locales fueron más fuertes en sus ciudades respectivas.

### Ensayos disputados
La autoría de 73 de los ensayos se sabe con certeza.[cita requerida] 12 de estos ensayos se disputan por académicos, aunque hoy en día se concuerda que Madison escribió los ensayos 49-58 mientras que los ensayos 18-20 son una colaboración entre él y Hamilton. El número 64 fue escrito por John Jay, pero nueva información sugiere que este puede haber sido escrito por James Madison.[cita requerida]

## Estructura y contenido
En el Federalista n.º 1, Hamilton hizo mención de 6 temas que serían cubiertos en los ensayos siguientes:
1. "La utilidad de una unión para la prosperidad política." - tratado en los Federalistas, números 2-14.
2. "La insuficiencia de la confederación presente para poder preservar esta unión." números 15-22.
3. "La necesidad de un gobierno que sea al menos igual de enérgico al que se propone para acometer las metas de este proyecto." números 23-36.
4. "La conformidad de la constitución propuesta a los principios verdaderos de un gobierno republicano." números 37-84.
5. "Su analogía a su propia constitución de su estado." número 85.
6. "La seguridad adicional la cual su adopción permitirá la preservación de esta especie de gobierno, a la libertad, y a la prosperidad." número 85.[10]

### Oposición a la Carta de Derechos
Los ensayos federalistas (especialmente el 84.º) se destacan por su oposición a lo que después llegó a conocerse como Carta de Derechos de los Estados Unidos. La idea de incluir una carta de derechos a la Constitución fue inicialmente una controversia, ya que la Constitución, así escrita, no especificó los derechos del pueblo. Más bien, enumeró los derechos del Gobierno y dejó cualquier cosa no escrita como deber de los Estados. Alexander Hamilton, el autor del ensayo 84, temía que al enumerar los derechos de los ciudadanos, cualquier cosa no escrita no se consideraría un derecho, dejando así los derechos del ciudadano solamente en lo escrito.[cita requerida]